# Bob Dole
Robert Joseph Dole, detto Bob (Russell, 22 luglio 1923 – Washington, 5 dicembre 2021), è stato un politico, militare e avvocato statunitense.
Membro del Partito Repubblicano, è stato senatore per lo stato del Kansas dal 1969 al 1996. In quello stesso anno è stato inoltre il candidato repubblicano alle elezioni presidenziali, dove venne poi battuto dal presidente uscente Bill Clinton.

## Biografia
Dole è cresciuto nella prateria del Kansas durante il Dust Bowl. Poco prima di essere chiamato per il servizio militare, Dole aveva iniziato a studiare medicina all'Università del Kansas (KU) nel 1941. Prestò servizio nella seconda guerra mondiale come tenente nella 10ª divisione da montagna. Il 14 aprile 1945, durante le operazioni di combattimento sul fronte italiano nei pressi di Bologna, fu ferito così gravemente dal fuoco delle mitragliatrici tedesche che i medici in un primo momento pensarono fosse morto e non lo soccorsero. Dopo 39 mesi di degenza in ospedale, ha potuto continuare gli studi. Tuttavia, Dole ha perso un rene e il suo braccio destro è rimasto permanentemente paralizzato. Da lì in poi ha studiato giurisprudenza all'Università dell'Arizona e all'Università del Kansas. Nel 1950, Dole fu eletto alla Camera dei rappresentanti del Kansas per due anni. Dopo la laurea, è diventato procuratore distrettuale (procuratore della contea, un ufficio elettivo negli Stati Uniti) del suo distretto natale della contea di Russell. Ha sposato Phyllis Holden nel 1948, dalla quale ha una figlia di nome Robin. Il matrimonio è stato seguito da un divorzio nel 1972. Nel 1975 sposò Elizabeth Dole, nata Hanford che in seguito divenne Segretario dei trasporti e del lavoro degli Stati Uniti e senatrice statunitense della Carolina del Nord.

## Carriera politica
Avvocato e senatore repubblicano per lo Stato del Kansas dal 1969 al 1996, servì per parte del tempo come leader di maggioranza, stabilendo il record del più lungo periodo passato in quel ruolo da una persona. Nel 1976 fu candidato come vicepresidente da Gerald Ford, ma allora i repubblicani furono sconfitti dal democratico Jimmy Carter. Dopo aver tentato una candidatura alle primarie repubblicane nel 1988, vinte dal vicepresidente di Ronald Reagan, George H. W. Bush (sconfitto poi da Bill Clinton nel 1992), Dole fu il candidato del partito repubblicano alle presidenziali del 1996: fu sconfitto dal presidente uscente Bill Clinton.
Dole è stato consulente speciale dello studio legale "Alston & Bird" di Washington. Nel 2007 il presidente Bush nominò Dole co-presidente della commissione investigativa sui problemi del Walter Reed Army Medical Center, assieme a Donna Shalala. Dole è stato sposato con Elizabeth Hanford Dole, già membro di due gabinetti presidenziali ed ex senatrice per la Carolina del Nord. Avendo riportato nella seconda guerra mondiale una paralisi al braccio destro durante una battaglia a Castel d'Aiano, Dole usava tenere una penna nella mano destra per far capire che non poteva stringere la mano in segno di saluto.
Dopo aver inizialmente appoggiato la candidatura di Jeb Bush, rivelatasi fallimentare, Dole ha espresso già nel gennaio 2016 il proprio appoggio al candidato alla presidenza Donald Trump, ritenuto migliore per la capacità di collaborazione con il Congresso sia per la sua personalità che nella sua esperienza nel concludere affari con i businessman, preferendolo all'estremista senatore del Texas, Ted Cruz. Invitando i membri del partito a riunirsi per sconfiggere la democratica Hillary Clinton, in qualità di esponente della vecchia guardia del Partito Repubblicano, Dole ha preso parte alla convention repubblicana del 2016, che ha incoronato ufficialmente Trump a leader del partito. Una piattaforma disertata invece dai Bush, McCain, Romney, ostili alla candidatura del futuro vincitore delle elezioni di novembre.
Il 17 gennaio 2018 Dole ha ricevuto a Washington la medaglia d'oro del Congresso durante una cerimonia a Capitol Hill, alla presenza del presidente Trump, del vicepresidente Pence e dei leader del Congresso. È stato il 167° a ricevere la più alta onorificenza civile americana. Il 18 febbraio 2021 Dole ha dichiarato di avere un cancro ai polmoni al IV stadio, morendo poi nel sonno il 5 dicembre a 98 anni.

## Varie
Dal 1999, l'Università del Kansas di Lawrence, ha il Robert J. Dole Institute for Public Policy, che tiene conferenze su questioni politiche e ha un archivio allegato che gestisce e valuta le carte della carriera politica di Dole (simile alle cosiddette biblioteche presidenziali di ex presidenti degli Stati Uniti).
Una delle stranezze di Bob Dole era che usava spesso la terza persona nei discorsi pubblici su se stesso. Questo ha dato regolarmente origine a caricature nei media. Dole è parodiato in diversi episodi di The Simpsons. In un episodio, spiega, "Bob Dole dovrebbe correre. Bob Dole è per Bob Dole. Bob Dole adora sentire Bob Dole parlare di Bob Dole. Bob Dole!” In un altro episodio, presentato in anteprima pochi giorni prima delle elezioni presidenziali americane del 1996, viene rapito dagli alieni insieme all'allora presidente Bill Clinton. Anche la serie I Griffin fa la parodia di Dole quando in un episodio afferma di sostenere la campagna pro-fumo di Peter: "Bob Dole è dalla loro parte. A Bob Dole piace il modo in cui lavorano. Bob Dole. Bob Dole. Bob Dole… Bob Dole…” (si addormenta alzandosi).
Nella sitcom Susan, Bob Dole ha avuto un'apparizione come ospite. Spesso in televisione è stato presentato anche un incidente durante la campagna presidenziale del 1996, quando una ringhiera si è rotta ad un evento e Dole è caduto dalla tribuna degli oratori.

## Galleria d'immagini

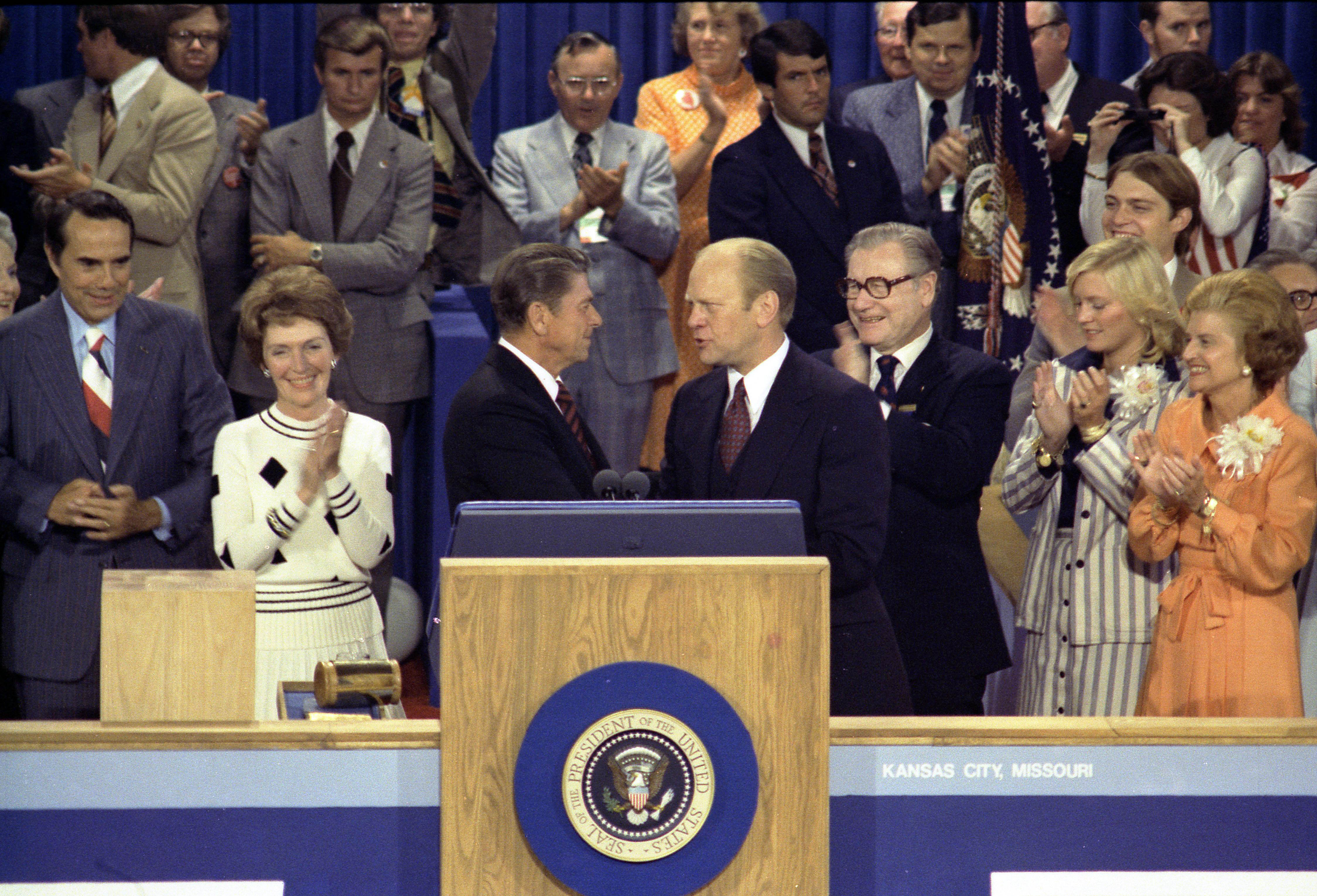
Bob Dole (a sinistra) al Convegno Nazionale dei Repubblicani nel 1976. Al centro Ronald Reagan e Gerald Ford.